# 尤寧鎮區 (堪薩斯州迪金森縣)
尤寧鎮區（英語：Union Township）為美國堪薩斯州迪金森縣轄下的鎮區。2010年美国人口普查中此鎮區人口有170人。

## 地理
尤寧鎮區涵蓋總面積為93.6平方（36.12平方英里），其中陸地面積為93.2平方（35.99平方英里），水域面積為0.34平方（0.13平方英里）或0.36%。海拔高度395（1,296英尺）。

## 人口統計
根據2010年美國人口普查，尤寧鎮區人口有170人，其中男性有91人，女性有79人，人口密度為每平方公里1.82人，住房計78戶。鎮區內的白人有167人，非裔美國人有0人，美洲原住民有0人，亞裔美國人有0人，太平洋島裔美國人有0人，其他種族有0人，混血種族則有3人。此外鎮區內有0人為西班牙裔或拉丁裔美國人。此鎮區之年齡中位數為49.4歲，而男性年齡中位數為49.9歲，女性年齡中位數為48.5歲。

## 交通

### 主要公路
- 77號美國國道
- 4號堪薩斯州州道